# Peranzanes
Peranzanes è un comune spagnolo di 319 abitanti situato nella comunità autonoma di Castiglia e León.